# Gastlosen
Die Gastlosen (Freiburger Patois Lè Gachtiyèⓘ) sind eine Kette markanter Kalkfelsen in den Voralpen im Grenzgebiet der Schweizer Kantone Freiburg, Bern und Waadt. Sie werden bezeichnend auch als die „Saanenländer Dolomiten“ beworben. Als Gastlosen im engeren Sinne werden nur die im äussersten Nordosten der Kette gelegenen Bergspitzen südlich von Jaun bezeichnet.

## Geographie
Die Gastlosenkette erstreckt sich in den Freiburger Voralpen über eine Länge von rund 15 km und ist in Richtung Südwest-Nordost orientiert. Im Südwesten bildet die Klus der Ciernes Picat die Abgrenzung, während im Nordosten die Klus des Jäunli (Quellbach des Jaunbachs) die Gastlosen von den Höhen nördlich des Jaunpasses trennt. Die gesamte Kette besteht aus 61 Gipfeln und Nebengipfeln. Man unterscheidet von Nordosten nach Südwesten folgende Gruppen beziehungsweise Hauptgipfel:
- Gastlosen mit den Marchzähnen  (1995 m ü. M.) als höchste Punkte, gefolgt vom Oberbergpass  (1824 m ü. M.)
- Sattelspitzen mit der Rüdigenspitze  (2124 m ü. M.), wenig nebenan der Gross Turm  (2123 m ü. M.), gefolgt von der Passlücke Wolfs Ort  (1915 m ü. M.)
- Wandflue  (2134 m ü. M.), Zuckerspitz  (2133 m ü. M.), Dent de Ruth  (2236 m ü. M., ein Dreikantoneeck) und Dent de Savigny  (mit 2252 m ü. M. die höchste Erhebung der gesamten Kette), gefolgt von der Passlücke Porte de Savigny (2017 m ü. M.)
- Les Pucelles (2088 m ü. M.), Corne Aubert (2037 m ü. M.) und die südöstlich der Gipfelkette vorgelagerte Haute Combe (2039 m ü. M.), gefolgt vom Pass Pertet à Bovets  (1839 m ü. M.)
- Dent de Combette (2082 m ü. M.) und Rochers des Rayes (2026 m ü. M.)

## Geologie

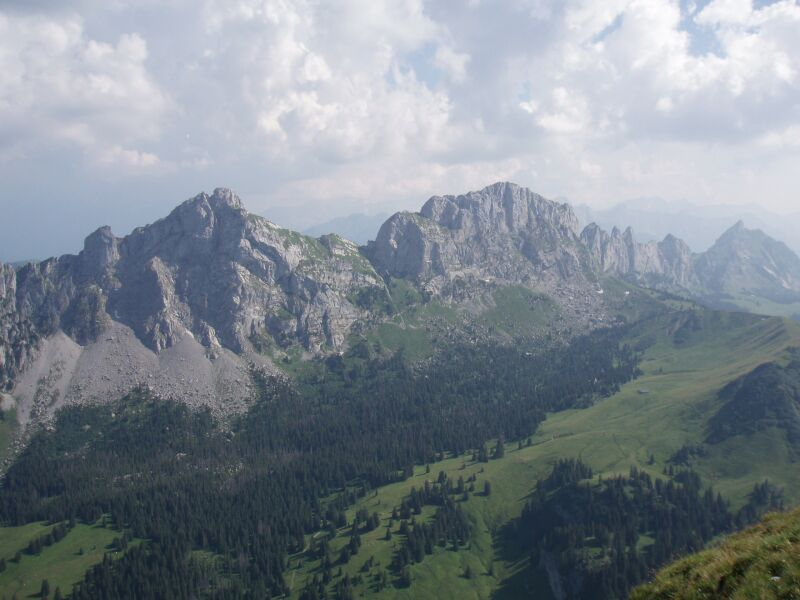
Südwestlicher Abschnitt der Gastlosenkette mit Dent de Ruth (links) und Dent de Savigny (rechts)

In geologischer Hinsicht gehört das Gebiet der Gastlosenkette zu den Préalpes romandes, einer grossflächigen Schubmasse penninischer Sedimente, die als Klippe respektive Klippendecke auf helvetischen Sedimenten lagert. Diese Sedimente, die im Urmittelmeer Tethys in den geologischen Zeitepochen von Trias bis Kreide, also vor rund 250 bis 66 Millionen Jahren abgelagert wurden, sind im Zuge der Alpenfaltung in verschiedene Decken (überschobene Gesteinsmassen) zerlegt worden. Die Gastlosenkette zählt zur sogenannten Klippendecke (nappe des Préalpes médianes) und darin zur Decke der Préalpes médianes rigides. Zu dieser Bezeichnung gibt es keine deutsche Entsprechung. Sie bedeutet etwa so viel wie Decke der mittleren starren Voralpen.
Die penninischen Sedimente bestehen aus kompetenten harten und inkompetenten weichen Gesteinsschichten. Ein Bruch in der harten Malmkalkschicht war die Ursache dafür, dass zur Zeit der stärksten Alpenfaltung im Miozän und Pliozän der südöstliche Teil dieser rund 200 m mächtigen Kalkschicht auf den nordwestlichen Teil aufgeschoben und durch die darüber lagernden weichen Flysche der Simmendecke hindurch gepresst wurde. Daraus erklärt sich auch die Eigentümlichkeit, dass sowohl nördlich als auch südlich der Gastlosenkette Flyschzonen vom selben Ablagerungsraum und von der gleichen Ablagerungsperiode vorkommen.

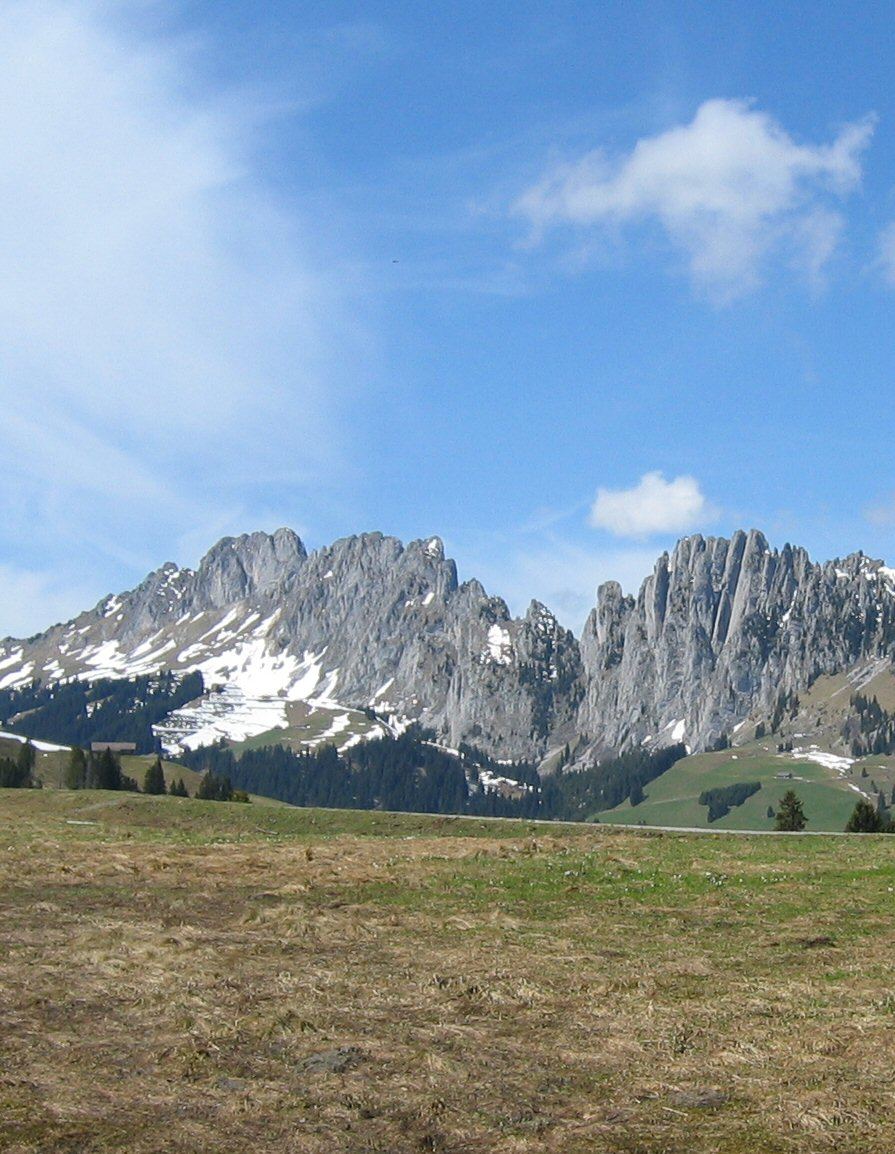
Sattelspitzen (links) und Gastlosen (rechts) vom Jaunpass her gesehen

Folglich bildet die Gastlosenkette einen steilgestellten Kamm aus Malmkalk, der 200 bis 400 m über die umliegenden Flyschzonen aufragt. Auf der gesamten Strecke nordwestlich des Kammes kann man die Mytilusschichten verfolgen, eine fossilreiche Schicht aus Kalken und Mergeln, die im Dogger vor rund 170 Millionen Jahren in einem Flachmeer abgelagert wurde. Südöstlich des Kammes tritt an verschiedenen Orten der rote Mergelschiefer der Oberkreide (sogenannte Couches Rouges) zutage.
Sobald der Malmkalkkamm an die Erdoberfläche gelangt war (vor rund 5 Millionen Jahren), begann auch die Erosion und damit die Abtragung der harten Gesteinsschicht. Sie wurde deshalb im Lauf der Zeit in zahlreiche einzelne Felszacken und -spitzen zerlegt, während sich am Fuss der Kette grosse Felsschuttkegel ansammelten. Mit dem Grossmutterloch entstand im Bereich der Sattelspitzen sogar ein natürlicher Durchbruch durch das Kalkgestein (rund 5 m breit und 20 m hoch).

## Nutzung
Die Gastlosen sind bekannt für ihre Kletterfelsen. Entlang dem Fuss des Kammes sowie über die Passlücken gibt es zahlreiche Wandermöglichkeiten. Von den Gipfeln sind jedoch nur sehr wenige ohne ausgesprochene Klettererfahrung zu erreichen. Im Bereich Skibergsteigen wird hier regelmässig der traditionelle Wettkampf, die sogenannte Trophée des Gastlosen (franz. für Trophäe der Gastlosen) ausgetragen. 
Unterhalb der Gastlosen liegt auf 1840 m im Bereich Abländschen/Alp Mittelberg die Alpenvereinshütte Grubenberg (Grubenberghütte, bewirtet Mai bis Oktober an Wochenenden, sonst Selbstversorgung, 32 Schlafplätze) der SAC-Sektion Oldenhorn, Gstaad.